# 解放日报
《解放日报》是中共上海市委机关报，隶属上海报业集团。1949年5月28日于上海创刊。日发行量55万份，在全国各省级党委机关报发行数中位居第二，仅次于《南方日报》。中国共产党延安时期的机关报也名为《解放日报》，创刊于1941年5月16日，1947年停刊。

## 历史

### 西安时期
1936年12月13日在西安接管了国民党陕西省政府机关报《西京日报》，创办《解放日报》，是西北抗日联军（东北军、红军、杨虎城西北军）的联合机关报。对开4版报。初由丛德滋任总编辑，“东北民众救国会”宣传部副部长张兆麐任主笔，继由张兆麐接任总编辑，中共地下党组织指派韩进、魏文伯等参加编辑工作。1937年2月10日停刊。共出版55期。

### 延安时期

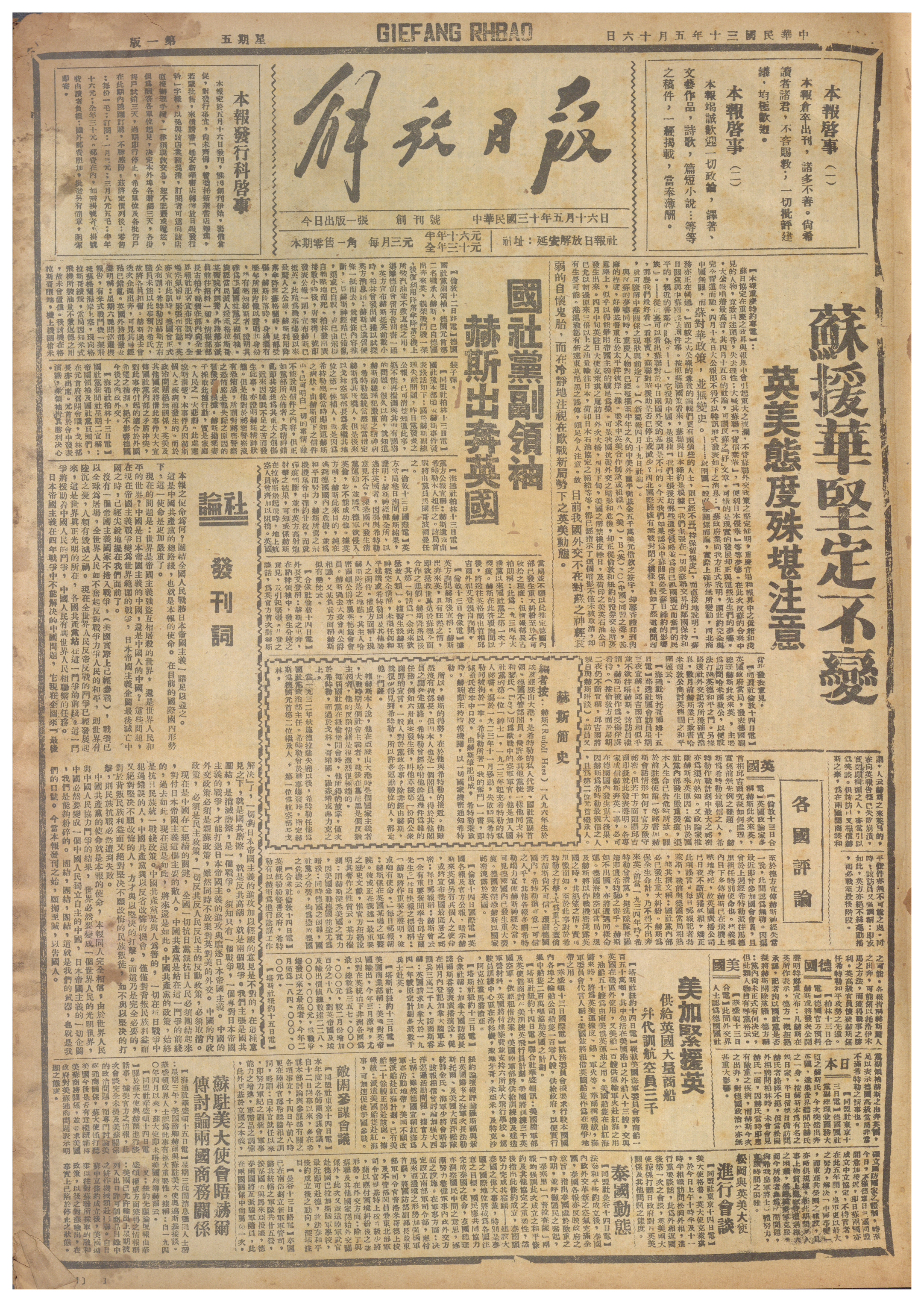
《解放日报》创刊号

#### 创刊
20世纪40年代初，在延安的报纸刊物，虽然发展壮大，但是一方面，中央级刊物刊发日期较长，并且理论宣传较多；另一方面，中国共产党的一些报纸在皖南事变之后处于不利境地，不但不能宣传方针政策，并且发行受到威胁。因此中共中央决定合并现有报刊，创办大型机关报。
1941年5月14日，博古主持召开《解放日报》第一次编务会，杨松、曹若茗、丁玲、张映吾、王揖、杨永直、方紫等人出席。杨松在会议上报告了办报计划并主持了讨论。博古围绕《解放日报》的性质和任务、党报工作者的工作和制度做了长篇发言。
1941年5月15日，毛泽东为中央书记处起草“中共中央关于出版《解放日报》等问题的通知：“五月十六日起，将延安《新中华报》、《今日新闻》合并，出版《解放日报》。一切党的政策，将经过《解放日报》和新华社向全国传达。解放日报的社论，将有中央同志及重要干部执笔。”
1941年5月16日，《解放日报》创刊，为抗日民主根据地出版的第一个大型日报。毛泽东题写报名，撰写《发刊词》。1942年9月起，同时也是中共中央西北局机关报。
《解放日报》社址设在延安清凉山。最初用马兰草纸印刷，为铅印四开两版，中张两版时每份零售国币一角，每月三元，全年三十元，扩充为一张大四版后，价格提高一倍，创刊时赠阅三天。第一任社长博古，第一任总编辑杨松，次年杨松病逝，陆定一继任总编辑。博古遇难后，《解放日报》社长和新华社社长由廖承志接任。

#### 改版
解放日报在1942年的改版被认为既是整风运动在中共机关刊物上的体现，同时也是中共党报理论形成的一个标志性事件，其影响一直持续至今。
创刊前的《解放日报》被认为存在许多问题。
- 报纸被认为反映国际消息过多，反映边区内容过少，脱离群众实际生活，如在版面安排上一版为国际，二版远东，三版国内，主要是国统区新闻，边区新闻和根据地新闻被放在四版上半部分，下半部为副刊。毛泽东在不同场合表示过不满，曾对杨松说：“讲中国历史，要多讲现代，少讲古代，特别是遵义会议以后，党如何挽救危局，要多加宣传，让大家知道正确路线是怎样把革命引向胜利的。”毛还强调“我们在中国办报，在根据地办报，应该以宣传我党的政策、八路军、新四军和边区、根据地为主[4]。”
- 《解放日报》也存在着党性不强的问题。毛泽东曾在1942年2月11日中共中央政治局开会讨论《解放日报》工作问题时指出“《解放日报》没有充分表现我们的党性”，提议让《解放日报》成为贯彻中国共产党政策和反映群众活动的党报[5]。
- 还有脱离群众的问题。《解放日报》曾发社论，认为报纸在办报过程中没有达到列宁关于“报纸是集体的宣传队、鼓动者和组织者”的办报标准。1942年3月8日毛泽东曾为《解放日报》题词“深入群众，不尚空谈”[6]。
- 创刊后的《解放日报》，将蒋介石称为“蒋委员长”、不经修改转发中央社新闻等做法，被中共党内（尤其是毛泽东）认为过分强调统一战线。

1942年1月24日，在中央政治局会议上，毛泽东在阐述《解放日报》的工作问题时指出：社论、新闻、广播三者应并重。重视社论和专论，并出题目分配中央同志写文章，报社要组织写文章的工作。报社应贯穿党的政策，题材应切实，文字应通俗。要组织新闻，在新闻中表现党的路线。广播比三千份报纸更重要，要成为第一位的工作。
毛还严厉批评了《解放日报》的做法，并提出了改进建议。两天后，毛在《中宣部宣传要点》中含蓄的指出“某些宣传部门没有肃清主观主义和宗派主义的残余”，中宣部随后的通知更明确地称“某些同志过去犯了主观主义、宗派主义的错误相当严重，一时没有深刻认识自己的错误...”矛头直指博古。
1942年2月1日，毛泽东在延安中共中央党校开学典礼上做了《整顿党的作风》的报告，标志着整风运动的开始。时任《解放日报》社长的博古，被认为曾犯过“左倾错误”，整风开始后，博古和《解放日报》便成为整风的重点之一。
1942年2月2日，《解放日报》在第三版右下角不太显著的位置报道了毛泽东关于整风的演说。2月10日又在三版左下角不显著的位置发表毛泽东《反对党八股》。
1942年2月20日，《解放日报》在编委会上讨论毛泽东的意见什么意见？。
1942年3月11日，毛泽东在中共中央政治局会议上发言指出：党报是集体的宣传者与组织者，对党内党外是最尖锐的武器。要达到改造党的目的，必须首先改造党报的工作……党性是一种科学，是阶级性的彻底表现，是代表党的利益的，无论什么消息都要想想是否对党有利益。
1942年3月16日，中共中央宣传部发布《为改造党报的通知》，指出：“报纸的主要任务就是要宣传党的政策，贯彻党的政策，反映党的工作，反映群众生活，要这样做，才是名副其实的党报。如果报纸只是或者以及大的篇幅为国外通讯社登载消息，那么这样的报纸是党性不强，只不过是为别人的通讯社充当义务宣传员而已，这样的报纸是不能完成党的任务的。”
1942年3月31日，毛泽东在《解放日报》改版座谈会上讲话，指出：“利用《解放日报》，应当是各机关经常的业务之一。经过报纸把一个部门的经验传播出去，就可推动其他部门工作的改造。我们今天来整顿三风，必须要好好利用报纸。”
1942年4月1日，《解放日报》正式改版。这一天除了刊登中共中央宣传部《为改造党报的通知》，也发表了改版社论《致读者》。
改版后，第一版主要是关于国内外的重大新闻，国内的新闻又以抗日民主根据地消息为主；第二版是陕甘宁边区版；第三版是国际版；第四版是副刊和专论。

#### 改版的三个阶段
解放日报改版从1942年3月开始，至1944年2月结束，两年分三个阶段：
1. 1942年4月—8月，版面改革。一版成为要闻版，二版是边区和国内，三版为国际，四版是副刊。
2. 1942年8月—1943年3月，确立党性观念。在此期间，毛泽东指派陆定一担任总编，并参加政治局会议。毛泽东通过陆进一步传达宣传指示。博古主动做了检讨。1942年9月22日，博古撰写社论《党与党报》，明确提出“报纸是党的喉舌”的观点。陆定一和胡乔木分别撰写《报纸是人民的教科书》及《我们对于新闻学的基本观点》予以配合。
3. 1943年3月—1944年2月，树立“全党办报”观点。1943年3月，中共中央西北局《关于〈解放日报〉几个问题的通知》中说：“各地党委对于《解放日报》的帮助和利用，还是不够的，还没有真正达到把它‘当作自己经常业务之一’，还缺乏系统地利用党报来指导自己地区的工作，还缺乏经常地把自己地区的工作方针和动态，及时地在《解放日报》上反映[11]。”对此，西北局要求各级党委要经常投稿，地委应加强对报纸通讯处的指导。

1942年8月29日，中央政治局会议上毛泽东谈到“《解放日报》今年四月改版后是有进步的”。
1943年8月25日，《解放日报》发表《没有共产党，就没有中国》的社论。还套用了《中国之命运》一书的话语，指出：“如果今日的中国，没有中国共产党，那就是没有了中国。”“没有共产党，就没有中国”被人民網評為中共党史上的80句口号。
1944年2月16日，《解放日报》创刊1000期发表社论《本报创刊一千期》，对改版后的工作进行了系统回顾总结，称：“这一年又十个月中间，我们的重要经验，一言蔽之，就是‘全党办报’四个字。由于实行了这个方针，报纸的脉搏就能与党的脉搏呼吸相关了，报纸就起了集体宣传与集体组织者的作用。”这也代表着《解放日报》改版工作的结束。
1946年5月，毛泽东指示《解放日报》和新华社合并。
1947年3月国民党进攻延安，3月13日《解放日报》在延安出版了最后一期，14日报社人员撤至瓦窑堡继续出报。
1947年3月27日，《解放日报》停刊。共出2130期，历时近6年。

### 上海时期

#### 创刊早期

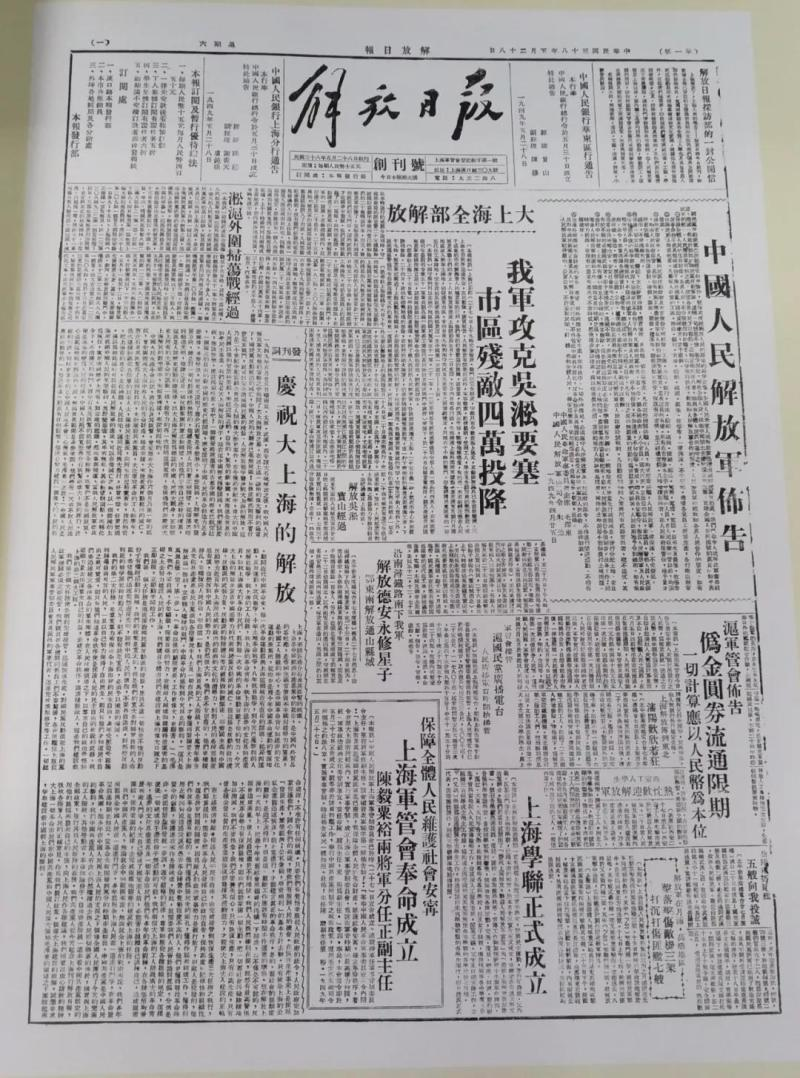
1949年5月28日上海《解放日报》创刊号头版

1949年4月23日，中国人民解放军攻占南京。中共中央24日致电华东局：“上海党报决定命名为解放日报，南京党报决定命名为新华日报。毛主席已允写报头，即可带来，在带到前可沿用旧报头。”当日下午，周恩来代表党中央任命范长江为上海市委机关报解放日报社长、石西民为南京市委机关报新华日报社长。《解放日报》也是接管《申报》之后创办的。
1949年5月28日，“上海解放”当天，《解放日报》创刊。发刊词为《庆祝大上海的解放》，其中提出三项任务：彻底肃清国民党反动派的残余，保护全上海人民的民主自由；顺利完成接管；迅速恢复生产。
范长江担任第一任社长兼总编辑，社址为原《申报》报馆。人员由《新民主报》原班底，北京及华中新闻干校人员和上海地下党、原《申报》员工组成。
解放初期的《解放日报》以“密切配合党的中心工作，作为党联系群众的桥梁，宣传党的政策，动员广大市民为实现党提出的任务而斗争”为主要任务。但由于对报纸“专业化”和“群众性”的关系没有处理好，在陌生的大城市办报缺乏经验，加之通货膨胀，1949年《解放日报》累计亏损23-24亿元，经营状况不佳。
后《解放日报》通过扩大与群众联系、建立和领导通讯员网络以及读报组工作等措施，逐渐对报纸内容进行改进。
1949年创刊至1966年文革之前，《解放日报》配合中国共产党进行政策宣传，报道过“南京路上好八连”、志诚兴钢铁厂“一把菜刀闹革命”、建设机器厂“蚂蚁啃骨头”、杨怀远“小扁担精神”。

#### 文革时期
1966年11月27日，上海“红卫兵上海市大专院校革命委员会”（简称“红革会”）提出要将他们主办的本期的《红卫战报》与《解放日报》同时发行，但被《解放日报》拒绝。因而11月30日凌晨起红卫兵进入《解放日报》社大楼，阻拦《解放日报》发行，时间达八天九夜，震惊全国，被称为“解放日报事件”，是上海“造反派”继安亭事件之后制造的又一重大事件。后经中央文革小组指示事件解决，对峙双方签署《三项决议》以及《四项要求》。12月7日《解放日报》恢复发行，9日各进驻《解放日报》社的革命造反组织陆续撤离。

#### 改革开放之后
1976年10月，随着林彪反革命集团和江青反革命集团的粉碎，《解放日报》恢复为中共上海市委机关报（1983年国务院上海经济区规划办公室成立后曾同时作为上海经济区的报纸）。
粉碎“四人帮”、十一届三中全会召开、《解放日报》在经过黯淡的十年之后，宣传报道由过去以阶级斗争为纲转向以经济建设为中心。
1978年，《解放日报》在全国地方党报中率先转载《实践是检验真理的唯一标准》。
1979年大年初一，《解放日报》在全国各报纸中率先恢复刊登商品广告。
1981年4月28日，《解放日报》推出“安徽凤阳专页”，报道中国农村经济改革的发源地小岗村和凤阳县实行“包产到户”引发的巨变。翌年，上海经济区成立，解放日报确立“立足上海，兼顾上海经济区（后改为兼顾华东），面向全国，发行海外”的办报方针，在北京、广州等地设立了办事处，还在苏浙皖赣闽各地建立了通联站和特约记者站，同时成立了长江三角洲报道组。1984年12月，解放日报将长江三角洲报道组扩容升格为上海经济区部；1988年1月1日，扩版后的《解放日报》增加了上海经济区新闻的版面。而随着国务院撤销上海经济区规划办公室，《解放日报》随之将先前的上海经济区的报道范围拓展到华东地区。1989年4月18日，解放日报将上海经济区部易名华东新闻部。
1983年9月，解放日报社党委会和编委会实行年轻化，陈念云接任党委书记兼总编辑。
1991年，《解放日报》连发《改革开放要有新思路》等4篇署名“皇甫平”的有关改革开放、邓小平社会主义市场经济思想的评论文章。
1997年4月，解放日报社启用信息系统，整个系统包括采编子系统、资料检索子系统、广告管理子系统和远程通信子系统，并实现相互连接。1998年7月28日，解放日报推出电子网络版。2006年升级为新闻门户网站，定名为解放网。该网站现为上观新闻的前身。
2000年10月9日，以《解放日报》为主报的解放日报报业集团成立。解放日报报业集团是以中共上海市委机关报《解放日报》为主报组成的党报集团，拥有十报四刊一个网站一家出版社和一家文艺院团。旗下报刊包括《支部生活》《新闻晨报》《新闻晚报》《报刊文摘》等等。据2011年9月新闻出版总署统计，解放日报报业集团在全国报业集团总体经济规模中排名第一。2013年10月28日，原解放日报报业集团与文汇新民联合报业集团合并为上海报业集团。
2014年1月1日，由解放日报打造的新媒体项目“上海观察”正式上线，起初为付费客户端，后改为免费（此后更名为“上观新闻”）。
2016年3月1日，解放日报在采编组织架构、流程上启动了30多年来最大规模的一次改革，将全部采访力量转入“上观新闻”，同时向解放日报供稿。原解放网后与上观新闻合并，原解放网域名www.jfdaily.com统一导向上观新闻网站。
2018年，报纸入选2017年全国百强报纸推荐名单。
2020年10月，美国国务院将《解放日报》列为“外国使团”。中国外交部发言人赵立坚22日在例行记者会上表示，美方做法是对中国驻美媒体及记者的“政治打压和污名化”。

#### 版面
1984年12月15日，解放日报创办“周末增刊”，每期单独编印对开4版，成为上海第一张日报的周末版。
1988年1月1日，《解放日报》由原来每日4版扩展到每日8版，是上海第一家突破对开4个版传统模式的地方综合性大报。其中新闻信息版有5个，首次推出国际新闻、国内新闻和华东新闻3个整版新闻，以及文化娱乐和体育等专刊；除第一至第三版的新闻以经济为主以外，第四版还设置了“上海市场”“上海经济透视”“市郊大地”“企业家俱乐部”等7个经济系列专刊，每天轮流刊出；“新论”发表经济理论文章。上海新闻版每天约有三分之一版面刊登“社会新闻”，重要的社会新闻刊登一版。“人民广场”和“海外博览”专刊以副刊化或较有深度的社会新闻为主。改版后《解放日报》共有21个专副刊。
1992年1月4日，《解放日报》推出彩色周末版，每期出四开8版，是中国大陆第一张定期出版发行的彩色报纸。翌年1月1日起，《解放日报》由对开8版扩到对开12版，是第一家实现日出对开12版的上海地方报纸及中国大陆省级党委机关报，以加强经济新闻和国际报道为扩版重点。扩版后的《解放日报》有7个新闻版，除了加强深度报道，还推出一整版信息和行情及港澳台新闻专栏。1996年1月1日，《解放日报》创办“双休特刊”，逢周六出版对开8版、周日出版对开4版。1998年1月1日，《解放日报》由对开12版扩到20版，成为上海版面最多的大型综合性日报。扩版后首次采取现代报纸的分类方法，分为A、B、C、D、E五叠，每叠4个版。新闻版面增至13个版，专副刊总量维持不变，共19个特色版面。
2000年10月23日起，《解放日报》又有新一轮改版，以“了解上海经济、政治、文化和社会发展最新状况的第一选择”为改版后的办报宗旨，突出“内容是核心竞争力”和“顶天立地”的理念。主要特点在：重新设计报头，拆除传统的日历牌样式，底部拉出通栏4行蓝框，分别放置气象预报和空气质量预报（此头版版面布局维持至今）；首创新闻板块逻辑分类形式，设立两个分报头；设立“热点追踪”版；版面编排样式和总体风格统一；专副刊与新闻联动，前后呼应，整体创新。为宣传改版后的《解放日报》，该报还在上海党政机关、经济、文化界选择5位代表性人物，投资拍摄形象广告片，在上海电视台滚动播出。这是中国新闻界第一部党报宣传形象广告片。
2001年元旦《解放日报》推出100版的《世纪之版》。
2015年3月23日，《解放日报》调整改进版面，将头版调整为兼具导读功能的“第一要闻”版，二版为承接和延伸头版功能的“第二头版”，主要解决头版时政要闻多、自采稿难见报问题。体育版改为科教卫体版。重新包装专刊《解放周一》《解放周末》。
现今解放日报每周一至周五12版，周六、日8版。该报的文艺副刊名为“朝花”，取自鲁迅作品《朝花夕拾》，于1956年9月20日创刊。

#### 社址变迁
上海《解放日报》创刊时，其社址设在原申报馆所在地（汉口路309号）。1994年，《解放日报》在申报馆对面的汉口路300号启用新大楼（即解放日报大厦）；2011年，解放日报及解放日报报业集团旗下子报子刊整体迁入闵行区莘庄镇都市路4855号解放大厦。2015年12月18日，《解放日报》社址迁回市区，目前社址位于上海市静安区延安中路816号（严同春住宅，上海市优秀历史建筑）。

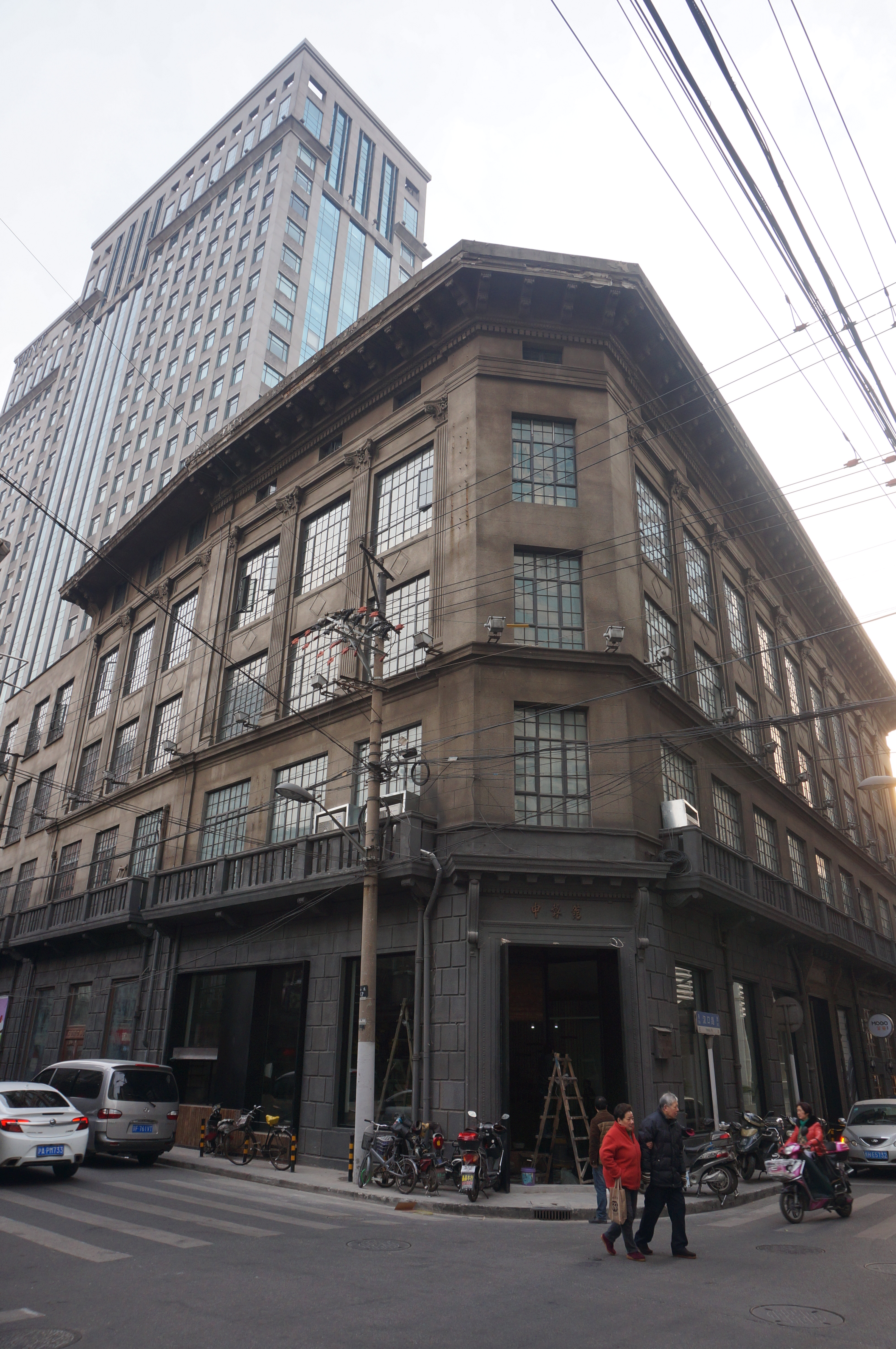
1949年-1994年社址设在原申报馆所在地（汉口路309号）
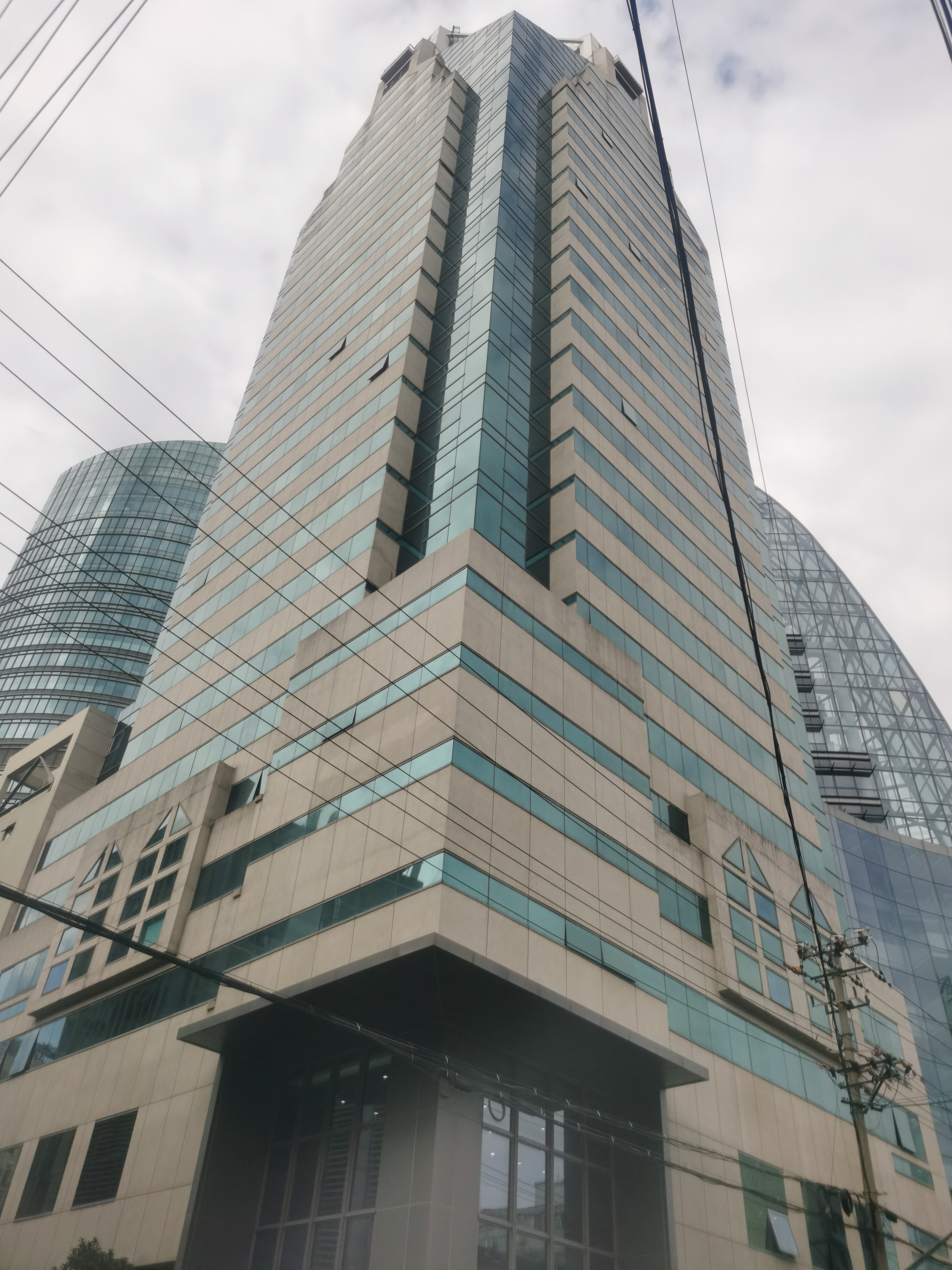
1994年建成的解放日报大厦
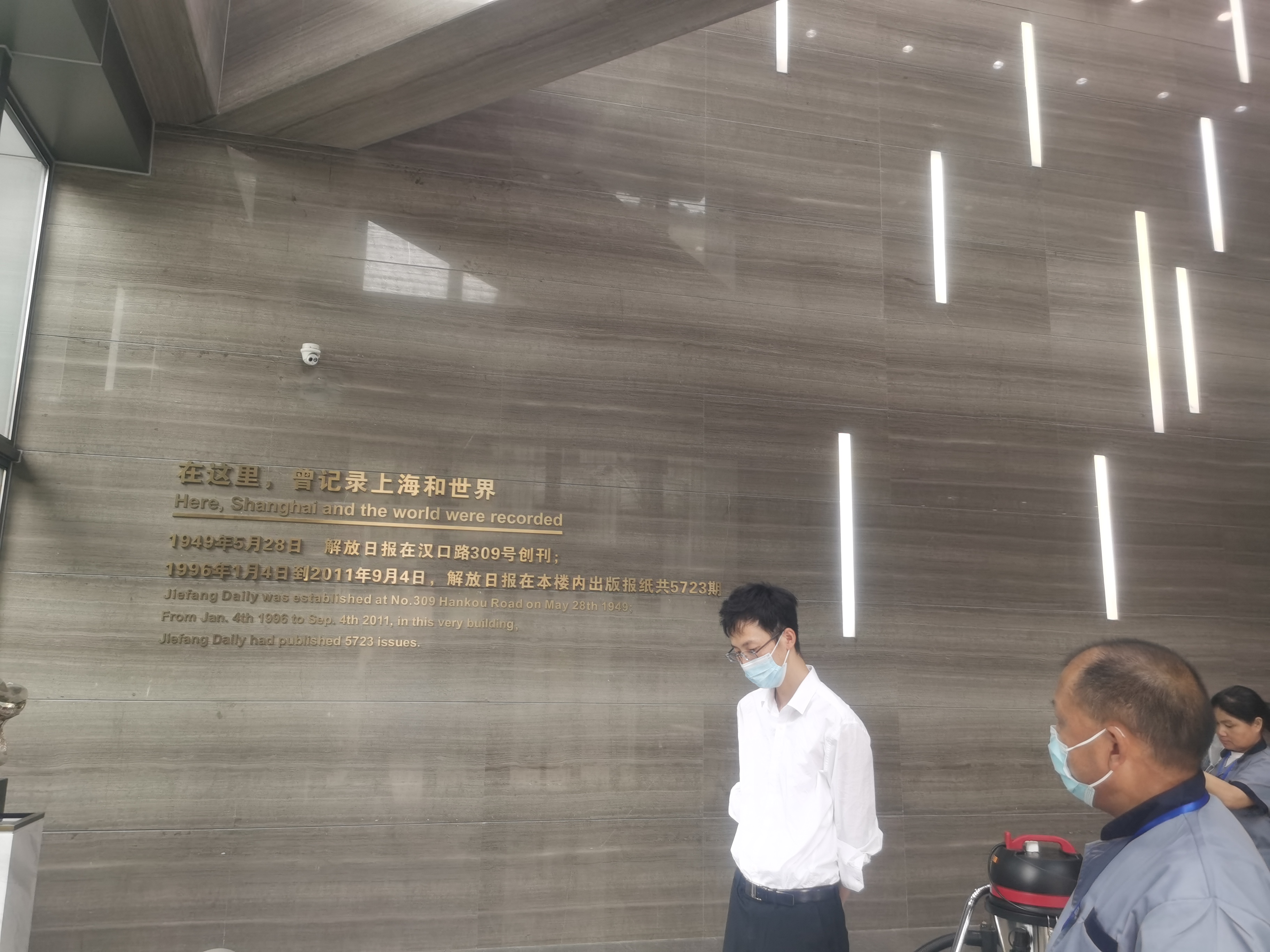
1996年1月4日，《解放日报》迁入解放日报大厦出版，至2011年9月4日共计出版5723期报纸
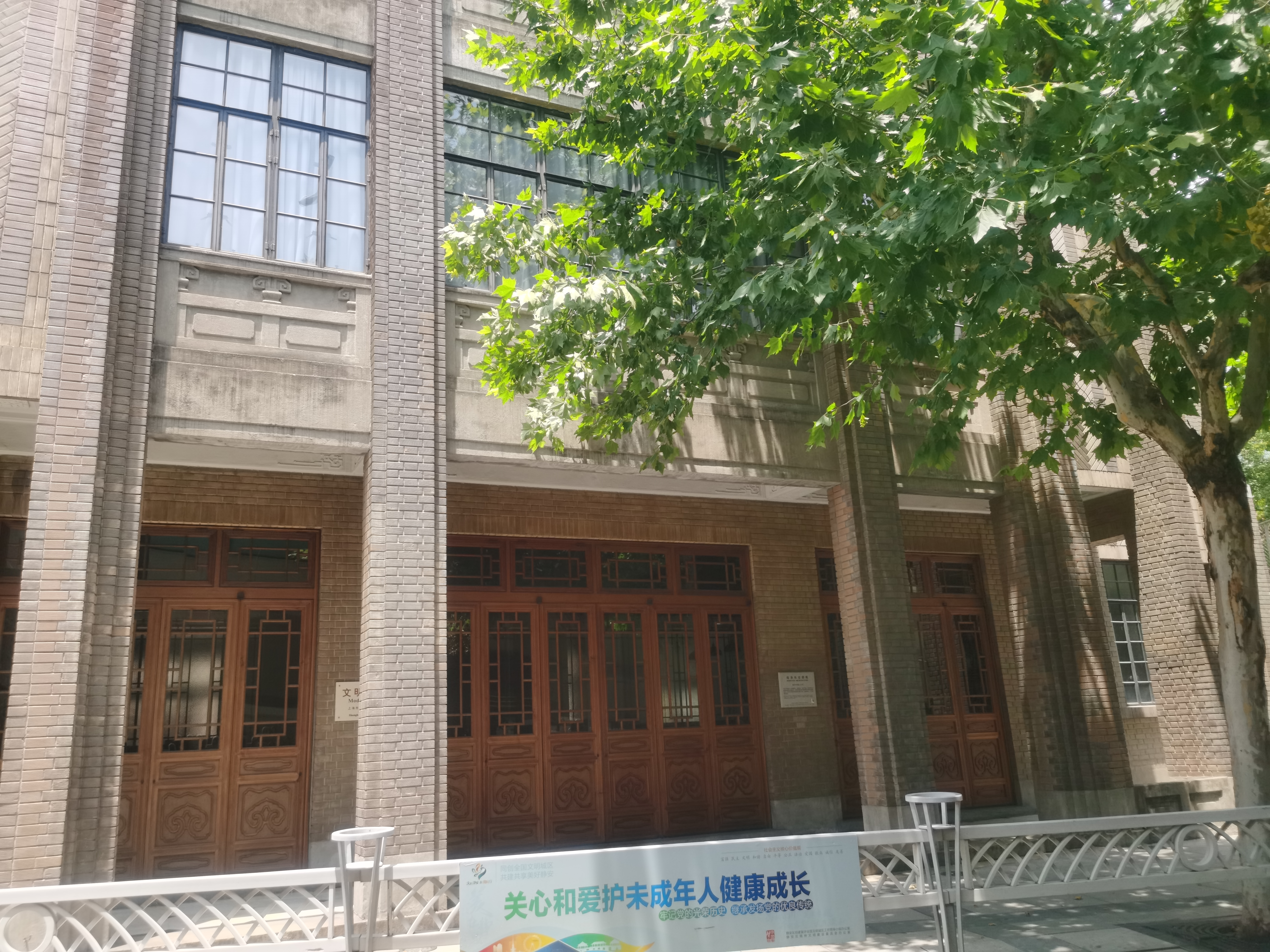
2015年12月18日，《解放日报》社迁入静安区延安中路816号的严同春住宅

## 解放日报在新闻界的十个“第一”
第一个在第一版刊登社会新闻；
第一个刊登连载小说；
第一个刊登商业广告；
第一个创办文摘报纸；
第一个把国际新闻做一版头条；
第一个出版彩色周末增刊；
第一个以整整半版版面刊登股票和期货市场的信息行情；
第一个在评论文章中透露了邓小平关于社会主义市场经济的讲话；
第一个兼并工厂企业的新闻单位；
第一个以中共机关报总编辑的身份访问台湾。

## 历任领导
| 社长 - 范长江（1949年5月至1949年10月） - 恽逸群（1949年10月至1951年10月） - 张春桥（1951年10月至1955年8月） - （1955年8月至2013年10月撤销社长职务，改总编辑负责制） - 李芸（2013年10月至2021年） - 陈颂清（2021年至今） | 总编辑 - 范长江（1949年5月至1949年10月） - 恽逸群（1949年10月至1951年10月） - 张春桥（1951年10月至1955年8月） - 杨永直（1955年8月至？） - 杨西光（？-？） - 魏克明（1964年5月至1965年11月） - 马达（1965年11月至1966年11月） - （1966年11月至1978年2月职务被撤销） - 王维（1978年3月至1983年9月） - 陈念云（1983年9月至1989年1月） - 丁锡满（1989年1月至1995年8月） - 秦绍德（1995年8月至1999年12月） - 贾树枚（1999年12月至2003年1月） - 尹明华（2003年1月至2005年8月） - 裘新（2005年8月至2011年4月） - 陈颂清（2011年4月至2024年11月） - 丁波（2024年11月至今） |

## 批評和爭議
2009年2月23日《解放日报》第10版右上角的“百姓连线”栏目中刊载了一篇名为《“卧槽”是怎么回事》的文章。擔任解答者的华东理工大学社会与公共管理学院博士段凡将网友杜撰的“卧槽泥马”说成是出自《战国策》的典故，引出个极大的笑话。2009年3月4日，自由撰稿人宋石男认为，《解放日报》是中国的大报之一，“犯此低级、低俗错误，应当面壁反省、长跪负荆。”